# Ga Gyeyang
Ga Gyeyang (Tiếng Hàn: 계양역, Hanja: 桂陽驛) là ga tàu điện ngầm và ga trung chuyển cho Tàu điện ngầm Incheon tuyến 1 và Đường sắt sân bay Quốc tế Incheon ở Gyeyang-dong, Gyeyang-gu, Incheon, Hàn Quốc.

## Lịch sử
- 16 tháng 3 năm 2007: Đoạn Ga Gyulhyeon ~ Ga Gyeyang trên Tàu điện ngầm Incheon tuyến 1mở rộng và bắt đầu hoạt động như một ga cuối.
- 23 tháng 3 năm 2007: Trở thành ga trung chuyển với việc khai trương đoạn Ga sân bay Quốc tế Incheon ~ Ga Sân bay Quốc tế Gimpo của Đường sắt sân bay Quốc tế Incheon.
- 11 tháng 11 năm 2020: Việc xây dựng bắt đầu trên đoạn giữa Ga Gyeyang ~ Ga Công viên Hồ Geomdan trên Tàu điện ngầm Incheon tuyến 1
- Tháng 5 năm 2025: Dự kiến trở thành ga trung gian với việc mở đoạn mở rộng giữa Ga Gyeyang ~ Ga Công viên Hồ Geomdan trên Tàu điện ngầm Incheon tuyến 1

## Bố trí ga

### Incheon tuyến 1 (2F)
| Bắt đầu·Kết thúc |
| \| N/B           |
| ↓ Gyulhyeon      |

| Hướng Bắc | ● Incheon tuyến 1 | Hướng đi Công viên lễ hội ánh trăng Songdo → |
| Hướng Nam | ● Incheon tuyến 1 | Kết thúc tại ga này                          |

### Đường sắt sân bay (2F)
| ↑ Sân bay Quốc tế Gimpo |
| \| １                   |
| Geomam ↓                |

| １ | ● Đường sắt sân bay | → Hướng đi Nhà ga 2 sân bay Quốc tế Incheon → |
| ２ | ● Đường sắt sân bay | ← Hướng đi Seoul                              |

## Xung quanh nhà ga
Có bãi đậu xe trung chuyển và trạm xe buýt ở phía trước nhà ga. Khu vực xung quanh nhà ga được xác định là vùng hạn chế phát triển và thường là đồng lúa hoặc rừng. Nó chủ yếu được kết nối với các khu dân cư lân cận bằng xe buýt.
- Đường thủy Gyulin Ara (Cầu Gyeyang, Phà Gyulhyeon)
- Trường trung học cơ sở Gyeyang
- Trường tiểu học Seoul Gyeyang
- Trung tâm phúc lợi hành chính Gyeyang 1-dong
- Trung tâm an ninh Janggi
- Bưu điện Gyeyang 1-dong
- Trung tâm An toàn Janggi 119
- Trung tâm Y tế Công cộng Gyeyang 1-dong

## Hình ảnh

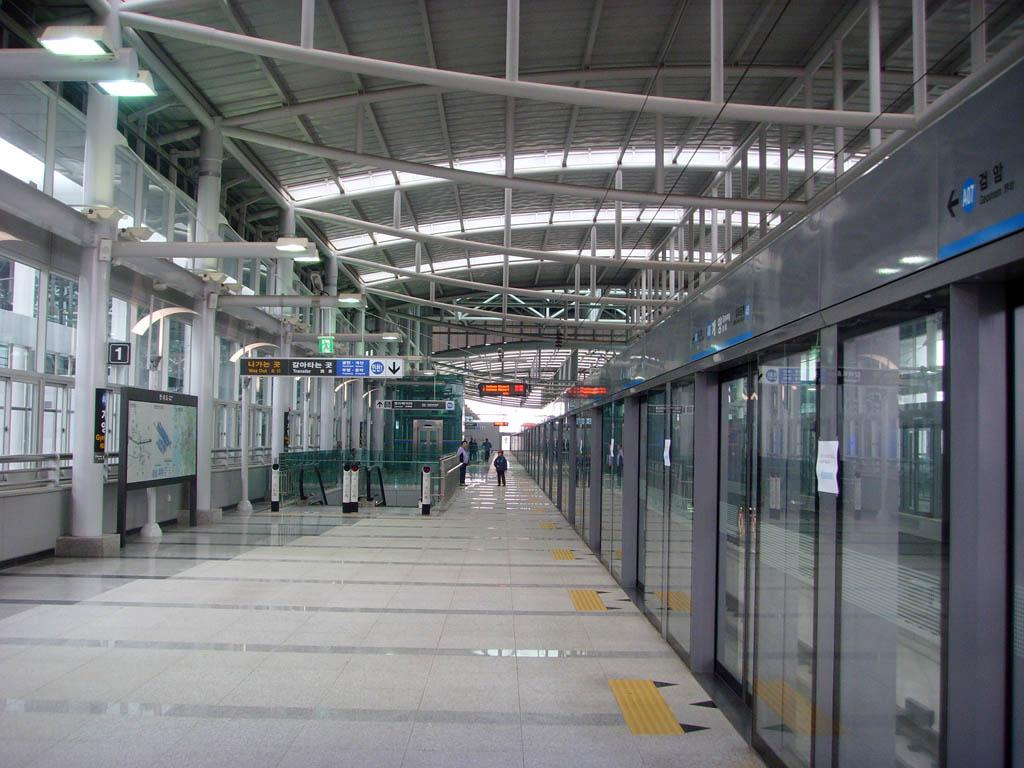
Ga đường sắt sân bay
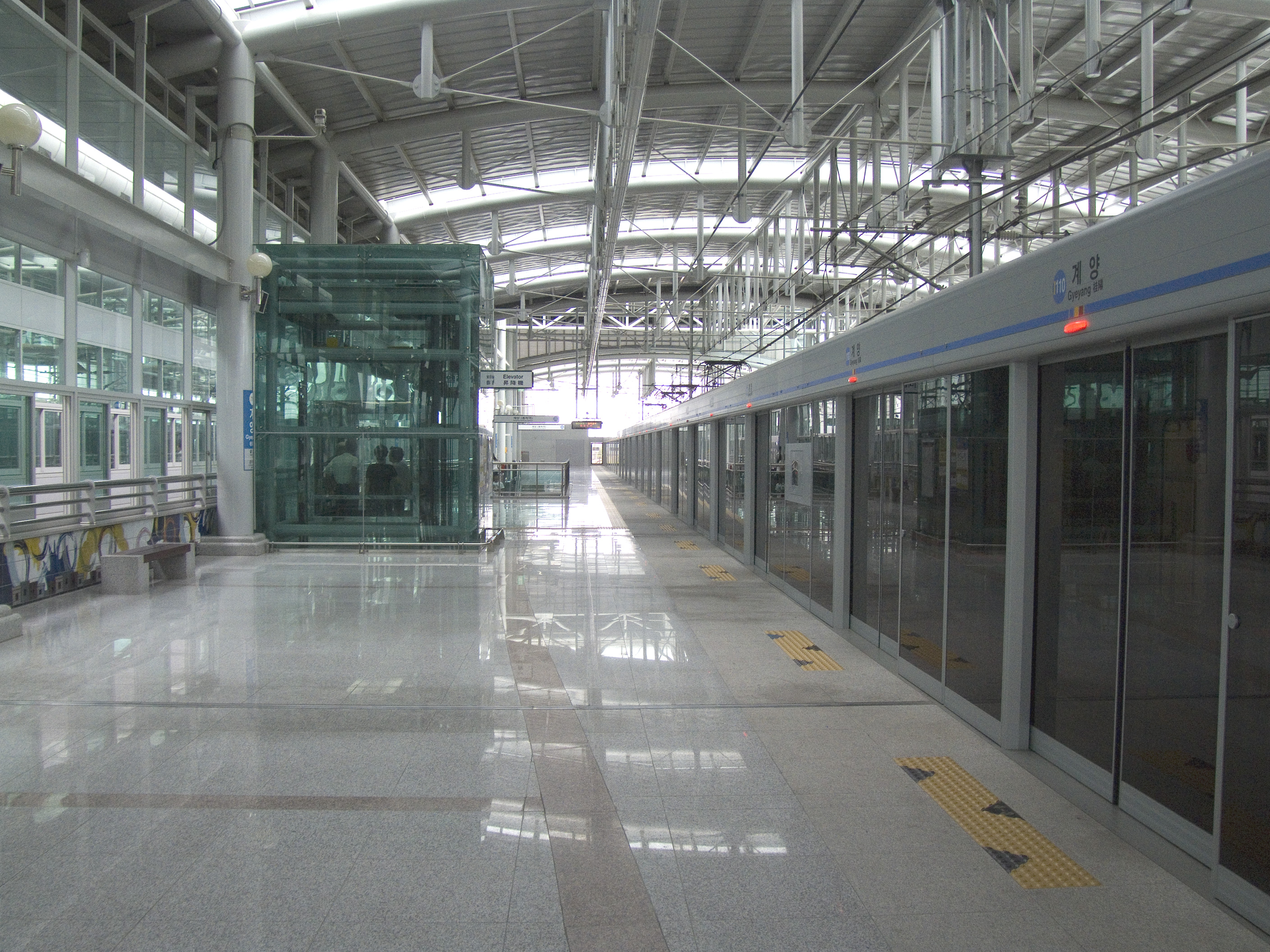
Ga Incheon tuyến 1